# Ops melastigma
Ops melastigma là một loài bướm ngày thuộc họ Bướm xanh. Nó được tìm thấy ở châu Á.